# Cornelis de Houtman

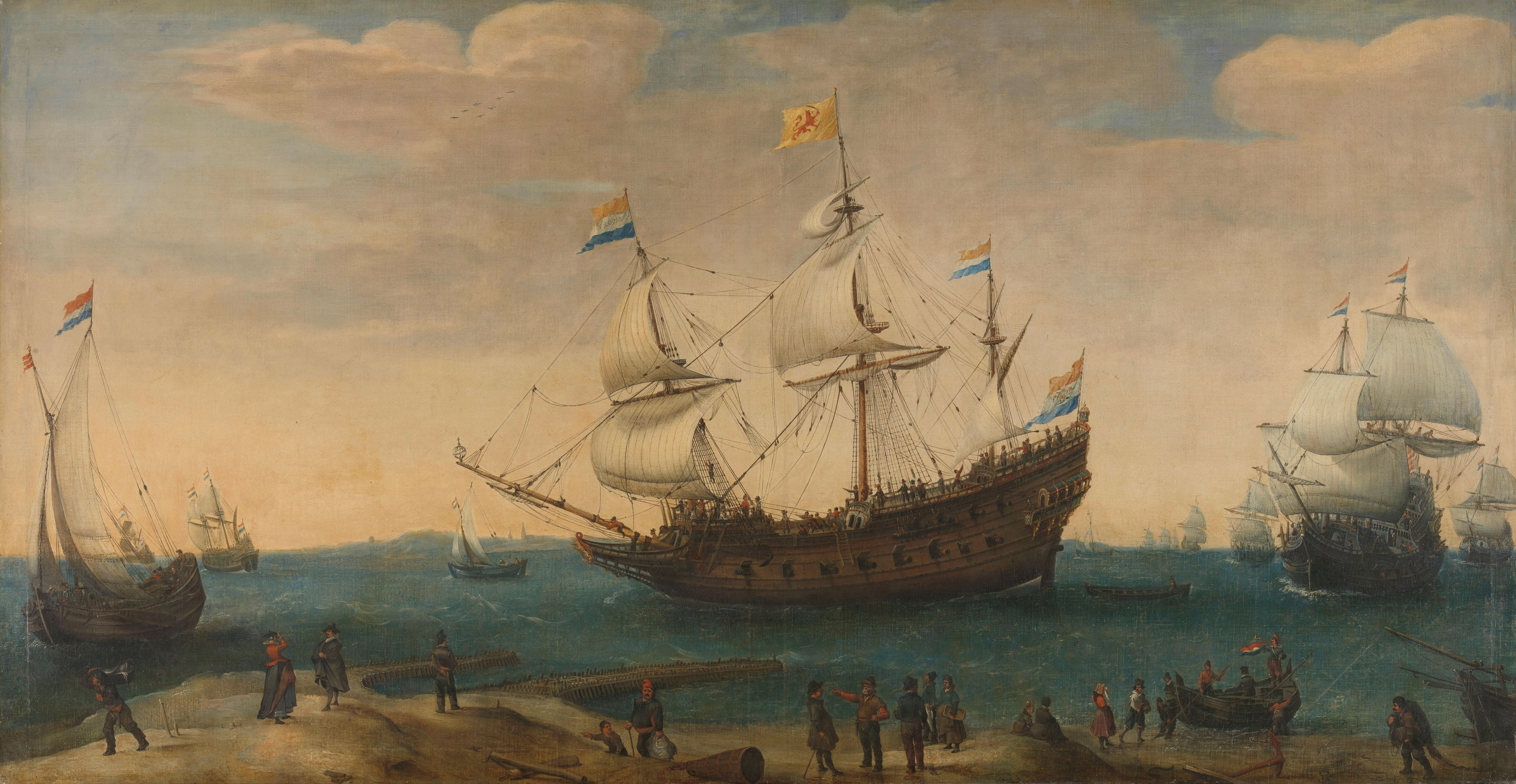
Statek Mauritius, fragment obrazu Het uitzeilen van een aantal Oost-Indiëvaarders Hendricka Cornelisza Vrooma z 1600, Rijksmuseum w Amsterdamie

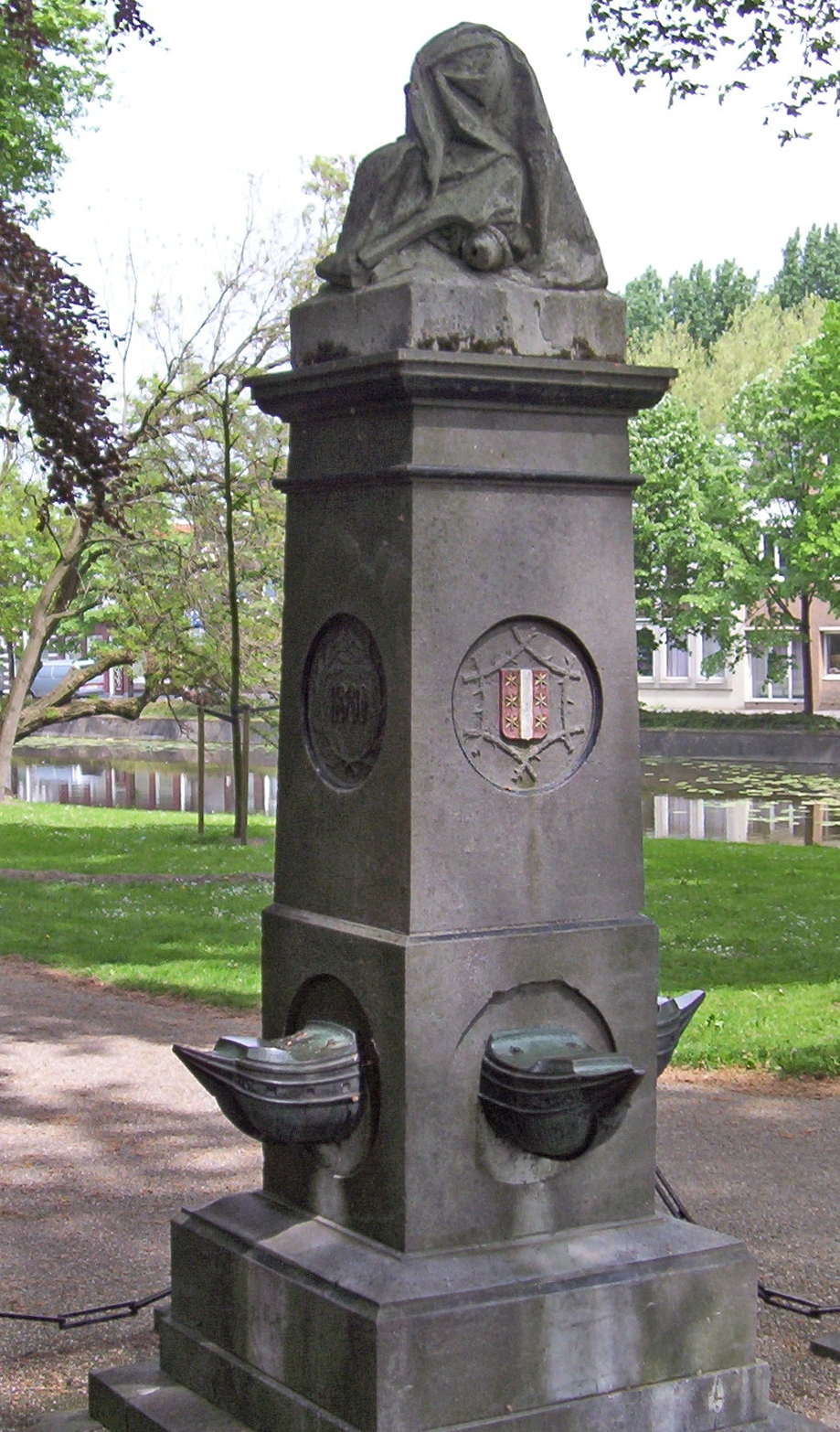
Pomnik w Goudzie, upamiętniający braci de Houtman

Cornelis de Houtman (ur. 2 kwietnia 1565 w Goudzie, w Holandii, zm. w sierpniu 1599 w Aceh, na Sumatrze, w Indonezji) – holenderski żeglarz i odkrywca. Przewodził pierwszej holenderskiej ekspedycji handlowej do Indonezji (tzw. „Eerste Schipvaart”), przełamując portugalski monopol na handel z Indiami Wschodnimi. Brat Fryderyka de Houtmana.

## Pierwsza wyprawa do Indonezji (1595–1597)
W 1592 Cornelis de Houtman wraz z bratem Fryderykiem został wysłany przez kupców amsterdamskich do Lizbony, by zdobyć informacje na temat portugalskiego handlu przyprawami. Bracia zostali aresztowani przez Portugalczyków za próbę kradzieży map z drogami żeglugi do Indii Wschodnich. Nie udało im się uzyskać żadnych nowych informacji – potwierdzili tylko to, co Holendrzy już wiedzieli. Po uwolnieniu w 1595 powrócili do Amsterdamu.
W tym samym czasie do Amsterdamu wrócił z Goa Jan Huygen van Linschoten, który skopiował, a następnie opublikował portugalskie tajne portolany (mapy nawigacyjne) oraz informacje o trasie morskiej do Indii wokół Przylądka Dobrej Nadziei i o warunkach żeglugi na Oceanie Indyjskim, opisując szczegółowo przebieg prądów morskich, rozmieszczenie głębin i mielizn, układy wiatrów, pory monsunów itd. Na podstawie informacji zdobytych przez de Houtmanów i van Linschotena kupcy amsterdamscy zorganizowali wyprawę do Bantam, głównego portu obrotu pieprzem w Indiach Wschodnich. W 1594 kupcy założyli Kompanię van Verre (hol. Compagnie van Verre), a 2 kwietnia 1595 Amsterdam opuściły cztery statki pod dowództwem Cornelisa de Houtmana: Amsterdam, Hollandia, Mauritius i Duyfken.
Żeglarze natrafili na trudności już na początku wyprawy. Wielu uczestników ekspedycji zachorowało na szkorbut z powodu niewystarczających racji żywnościowych i niedoboru witaminy C. De Houtman zdecydował się zrobić przerwę i uzupełnić zapasy na Madagaskarze. Zatoka, w której kotwiczyły statki holenderskie, znana jest obecnie jako Cmentarz Holendrów (hol. Hollantsche Kerckhoff). W tym samym czasie De Houtman popadł w konflikt ze swoim asystentem Gerritem van Beuninghenem, którego uwięził. Doprowadziło to do kilkumiesięcznego konfliktu z załogą. Po sześciomiesięcznym pobycie na Madagaskarze, zaleczeniu szkorbutu i zakończeniu konfliktu z załogą, statki ruszyły w dalszą drogę. Wyprawa dotarła do Banten w Indonezji 27 czerwca 1596. Z 249 członków załogi do Indonezji dotarło jedynie 100.
Wbrew oczekiwaniom Holendrzy nie zostali dobrze przyjęci przez lokalne władze. De Houtmanowi udało się założyć punkt handlowy, jednak z powodu wrogiego nastawienia tubylców (wskutek dwóch ataków zginęło ponad 10 członków załogi) Holendrzy zmuszeni byli się wycofać.
Następnie statki udały się na Bali, gdzie de Houtman spotkał się z lokalnym królem. W lutym 1597 załoga otwarcie zbuntowała się przeciwko de Houtmanowi. Rada floty (reprezentanci oficerów oraz załóg wszystkich statków) zdecydowała o usunięciu de Houtmana. Uwolniony van Beuninhgen siłą zdobył kilka beczek ziarenek pieprzu.
Następnie Holendrzy udali się w drogę powrotną do Europy, która była nie mniej ciężka niż dotychczasowa podróż – nękani przez jednostki portugalskie nie mogli uzupełnić zapasów przez całą drogę od Przylądka Dobrej Nadziei. Z 249 członków załogi do Amsterdamu powróciło 89.
Relację z wyprawy sporządził Willem Lodewycksz.

## Znaczenie
Pomimo totalnego fiaska wyprawy, ekspedycję tę widziano jako symboliczne zwycięstwo nad Portugalczykami – przełamanie portugalskiego monopolu na handel z Indiami Wschodnimi. Wyprawę tę można uznać za początek holenderskiej kolonizacji Indonezji. W ciągu kolejnych pięciu lat 65 holenderskich statków handlowych udało się na wschód.

## Druga wyprawa do Indonezji (1598–1599)
W siedem miesięcy po powrocie do Amsterdamu bracia de Houtman wyruszyli na drugą wyprawę do Indii Wschodnich, zorganizowaną przez kupca De Moucherona. Przez Madagaskar i Indochiny dotarli na Sumatrę, gdzie wkrótce wybuchły walki pomiędzy Holendrami a wojskiem sułtana Acehu. Cornelis de Houtman zginął, a jego brat Fryderyk dostał się do niewoli. Negocjacje w sprawie uwolnienia Fryderyka nie powiodły się i flota holenderska zawróciła do Europy. W ciągu dwóch lat spędzonych w więzieniu Fryderyk de Houtman nauczył się języka malajskiego i poczynił wiele obserwacji astronomicznych. Z niewoli został wypuszczony w sierpniu 1601, a do Amsterdamu powrócił w lipcu 1602.

## Pomnik w Goudzie
1 lipca 1880 odsłonięto w Goudzie pomnik upamiętniający braci de Houtman. Z każdej z czterech stron obelisku znajdują się brązowe kadłuby statków. Napis na pomniku głosi:

Aan de gebroeders Cornelis en Frederik de Houtman

Inboorlingen en burgers van Gouda.

Als grondleggers van het verbond

van Nederland met Insulinde.

Het dankbare nageslacht.

co w wolnym tłumaczeniu na polski brzmi:

Braciom Cornelisowi i Fryderykowi de Houtman,

Synom i obywatelom Goudy,

którzy połączyli Holandię z Holenderskimi Indiami Wschodnimi.

Wdzięczni potomni.